# Чепув
Чепув (пол. Czepów) — село в Польщі, у гміні Унеюв Поддембицького повіту Лодзинського воєводства.
Населення — 384 особи (2011).
У 1975-1998 роках село належало до Конінського воєводства.

## Демографія
Демографічна структура станом на 31 березня 2011 року:
|          | Загалом | Допрацездатний вік | Працездатний вік | Постпрацездатний вік |
| -------- | ------- | ------------------ | ---------------- | -------------------- |
| Чоловіки | 206     | 36                 | 138              | 32                   |
| Жінки    | 178     | 31                 | 93               | 54                   |
| Разом    | 384     | 67                 | 231              | 86                   |